# Interstate 470 (Missouri)
Pour les articles homonymes, voir Interstate 470.
L'Interstate 470 (I-470) est une autoroute de 16,72 miles (26,91 km) qui forme une boucle partielle au sud-est de Kansas City à Independence et Lee's Summit dans le comté de Jackson, au Missouri. Le terminus ouest de l'autoroute se trouve à l'échangeur Grandview Triangle qui regroupe l'I-49, l'I-435, la US 50 et la US 71 alors que le terminus nord se situe à un échangeur avec l'I-70.

## Description du tracé
L'I-470 débute au sud de Kansas City à l'changeur Grandview Triangle avec l'I-49, l'I-435, la US 50 et la US 71. L'autoroute forme un multiplex avec la US 50. Elle se dirige vers l'est à travers les prairies pour croiser quelques routes locales. L'autoroute poursuit son trajet vers l'est et croise la Route 350 ainsi que la Route 291. À cet endroit, l'autoroute amorce un virage et se dirige vers le nord.
L'autoroute passe par Lee's Summit et y croise quelques voies locales. La route poursuit vers le nord et rencontre la US 40. Un peu plus loin, elle arrive à son terminus à la jonction avec l'I-70. Au nord, la route poursuit comme Route 291 jusqu'à ce qu'elle rencontre l'I-435.

## Liste des sorties
| Interstate 470                            |              |       |       |        |                                                      | |
| Comté                                     | Municipalité | mi    | km    | Sortie | Intersections / Destinations                         | Notes |
| Jackson                                   | Kansas City  | 0,00  | 0,00  | —      | I-435 ouest / US 50 ouest – Wichita                  | Terminus ouest du multiplex avec US 50; sortie 71A de l'I-435                                                             |
| Jackson                                   | Kansas City  | 0,00  | 0,00  | —      | US 71 nord – Kansas City                             | Terminus ouest du multiplex avec US 50; sortie 71A de l'I-435                                                             |
| Jackson                                   | Kansas City  | 0,00  | 0,00  | 1B     | I-435 nord vers I-70 ouest – Des Moines, Kansas City | Terminus ouest du multiplex avec US 50; sortie 71A de l'I-435                                                             |
| Jackson                                   | Kansas City  | 0,62  | 0,99  | 1A     | I-49 / US 71 sud – Grandview, Joplin                 | Sortie 182C de l'I-49 |
| Jackson                                   | Kansas City  | 0,62  | 0,99  | 1A     | Red Bridge Road, Longview Road                       | Sortie 182C de l'I-49 |
| Jackson                                   | Kansas City  | 2,08  | 3,35  | 2      | Blue Ridge Boulevard                                 | |
| Jackson                                   | Kansas City  | 4,08  | 6,56  | 4      | Raytown Road                                         | |
| Jackson                                   | Lee's Summit | 5,35  | 8,62  | 5      | View High Drive                                      | |
| Jackson                                   | Lee's Summit | 6,64  | 10,68 | 7C     | Pryor Road / Blue Parkway                            | |
| Jackson                                   | Lee's Summit | 7,60  | 12,23 | 7A-B   | US 50 est / Route 350 (en) ouest – Raytown, Sedalia  | Terminus est du multiplex avec US 50; indiqué sortie 7A (est) et 7B (ouest)                                               |
| Jackson                                   | Lee's Summit | 9,29  | 14,94 | 9      | Douglas Street, Colbern Road                         | |
| Jackson                                   | Lee's Summit | 10,07 | 16,20 | 10A    | Colbern Road                                         | Sortie direction ouest, entrée direction est; direction est devient direction nord, direction sud devient direction ouest |
| Jackson                                   | Lee's Summit | 10,32 | 16,61 | 10B    | Route 291 (en) sud – Harrisonville                   | Terminus sud du multiplex avec Route 291; sortie direction ouest, entrée direction nord                                   |
| Jackson                                   | Lee's Summit | 11,64 | 18,73 | 11     | Strother Road                                        | |
| Jackson                                   | Lee's Summit | 12,64 | 20,35 | 12     | Woods Chapel Road                                    | |
| Jackson                                   | Lee's Summit | 14,16 | 22,79 | 14     | Lakewood Boulevard, Bowlin Road                      | |
| Jackson                                   | Independence | 16,19 | 26,05 | 16A    | US 40                                                | |
| Jackson                                   | Independence | 16,49 | 26,54 | 16B-C  | I-70 – Kansas City, Saint-Louis                      | Indiqué sortie 16B (est) et 16C (ouest); sortie 15A-B de l'I-70                                                           |
| Jackson                                   | Independence | 17,08 | 27,49 | —      | Route 291 (en) nord – Liberty                        | Terminus nord du multiplex avec Route 291; continue au-delà de l'I-70                                                     |
| - Terminus de multiplex - Accès incomplet |              |       |       |        |                                                      | |